# Alyssum minutum
Alyssum minutum es una especie de planta herbácea perteneciente a la familia de las Brassicaceae.

## Descripción
Planta anual con pelo, de no más de 10 cm, verde o verde-azulado, ramificada desde la base. Hojas cubiertas de pelos estrellados,   las inferiores espatulado-oblongas, atenuadas en el pecíolo, las superiores más grandes y oblongo-lanceoladas. Racimos que se alargan progresivamente durante la antesis. Sépalos verdes, persistentes, con pelos de dos tipos: unos estrellados, con radios aplicados, y los otros bifurcados. Pétalos escotados, cubiertos de pelos estrellados cuyo diámetro iguala la anchura del pétalo, de  un amarillo pálido, que se torna blanquecino después de la antesis. Estambres laterales con apéndice entero o dentado, soldado a la  base del filamento o completamente libre; los medianos, alados, con ala entera o dentada Ovario glabro. Fruto en una silícula, de forma         suborbicular o elíptica y 1-2 semillas por lóculo.
Hábitat
Medios abiertos, pendientes erosionadas, matorrales sobre sustratos pedregosos; 1000-2000 m.  
Distribución
Región  mediterránea,  E  y  C  de  Europa,  SW  de  Asia.  Dispersa  por  la  Península,  principalmente hacia el interior.

## Taxonomía
Sinonimia
NOTA: Los nombres que presentan enlaces son sinónimos en otras especies: 
- Alyssum argaeum
- Alyssum compactum
- Alyssum cryptopetalum
- Alyssum glomeratum
- Alyssum leiocarpum
- Alyssum marginatum
- Alyssum minutum subsp. moesiacum
- Alyssum minutum var. condensatum
- Alyssum ponticum
- Alyssum potemkini
- Alyssum potemkinii
- Alyssum psilocarpum
- Alyssum psilocarpum var. leiocarpum
- Anodontea marginata